# Oostelijke Wei-dynastie
De Oostelijke Wei-dynastie ontstond in 534, als gevolg van de splitsing van de Noordelijke Wei-dynastie in west en oost. Het westelijk deel werd (natuurlijk) de Westelijke Wei-dynastie.
Het rijk werd geregeerd door het niet-Chinese Toba-volk. Yuan Shanjian was de keizer, maar Gao Huan had de eigenlijke macht in handen. Het rijk was groter en anders georganiseerd dan de rivaal de Westelijke Wei. Enkele oorlogen tegen het meer Chinese westen om het voormalige Noordelijke Wei-rijk bleven zonder succes.
In 547 overleed Gao Huan, en namen zijn zonen Gao Cheng en Gao Yang de leiding van de Oostelijke Wei over. Gao Yang verstootte de schijnkeizer Yuan Shanjian in 550 van de troon, en richtte zijn eigen dynastie op, de Noordelijke Qi-dynastie.